# Jillian Clare
Jillian Clare (Portland, 25 luglio 1992) è un'attrice e cantante statunitense.
È nota soprattutto per il ruolo di Abigail Deveraux in Il tempo della nostra vita, di Hayley Ferguson in Victorious e di Lindsey Lou in Pretty Broken.

## Biografia
Jillian Clare nasce il 25 luglio 1992 a Portland (Oregon).

### Carriera
Nel 2000 si trasferisce a Los Angeles iniziando ad apparire in ruoli cinematografici e televisivi. Nel 2002 inizia ad avere due ruoli in film importanti come Spider-Man e in Prova a prendermi ma la svolta nella sua carriera arriva nel 2003 quando ottiene il ruolo di Abby Deveraux nella soap opera Il tempo della nostra vita restando fino al 2004. Dal 2010 al 2012 interpreta Victoria "Tori" Archer nella serie tv Miss Behave. Nel 2010 ottiene il ruolo di Hayley Ferguson nella serie tv Victorious. Nel corso della sua carriera, Clare appare come guest star in serie tv come The Winner, Castle e Suburgatory. Nel 2014 interpreta Jillian Morris nel film Alien Abduction - Rapimenti alieni mentre nel 2019 è protagonista del film Pretty Broken nel ruolo di Lindsey Lou.

## Filmografia

### Cinema
- Spider-Man (2002)
- Prova a prendermi (2002)
- Quigley (2003)
- The Kitchen (2012)
- Alien Abduction - Rapimenti alieni (2014)
- Pretty Broken (2019)

### Televisione
- Il tempo della nostra vita - soap opera (2003-2004)
- The Winner - serie TV, 1 episodio (2007)
- Miss Behave - serie TV, 25 episodi (2010-2012)
- Victorious - serie TV, 1 episodio (2010)
- Castle - serie TV, 1 episodio (2010)
- Suburgatory - serie TV, 1 episodio (2012)
- Clutch - serie TV, 1 episodio (2013)
- Acting Dead - serie TV, 8 episodi (2014)